# سجن أربعة (إسرائيل)
سجن أربعة  (بالعبرية: כלא ארבע) (نقحرة: كيلا أربع) أو رسمياً يسمى قاعدة سجن 394 (بالعبرية: בסיס כליאה 394) (نقحرة: بسيس كليا) سجن عسكري إسرائيلي للجنود الإسرائيليين، يقع في معسكر لشرطة الجيش الإسرائيلي، في منطقة تدعى «تسريفين» (بالعبرية: צְרִיפִין) في غوش دان.
وهو السجن الرئيسي للعسكريين الإسرائيليين (السجن الثانوي سجن ستة).